# 八尾徳洲会総合病院
八尾徳洲会総合病院（やおとくしゅうかいそうごうびょういん）は、大阪府八尾市にある民間病院である。徳洲会の病院としては全国で4番目の病院である。大阪府指定がん診療連携拠点病院。NPO法人卒後臨床研修評価機構認定証発行病院。

## 沿革
- 1978年7月 - 開院。
- 1994年9月 - 総合病院許可。
- 2009年8月 - 現在地に新築移転。
- 2010年4月 - 大阪府がん診療拠点病院認可。

## 診療科
- 総合内科
- 呼吸器内科
- 循環器内科
- 消化器内科
- 脳神経内科
- 腫瘍内科
- 緩和ケア外来
- 内分泌内科
- 糖尿病代謝内科
- 腎臓内科
- 炎症性腸疾患外来科
- SAS(いびき)外来科
- 膠原病リウマチ科
- ペイン外来科
- 透析センター
- 集中治療科
- 皮膚科
- 小児科
- 救急科
- 放射線科
- 外科
- 呼吸器外科
- 整形外科
- 乳腺外科
- 脳神経外科
- 心臓血管外科
- 肝臓外科
- 救急科
- 形成外科
- 美容外科
- 泌尿器科
- 眼科
- 麻酔科
- 歯科・歯科口腔外科
- 耳鼻咽喉科
- 婦人科
- リハビリ科
- 病理診断科
- 小児外科

## 医療機関の認定
(この節の出典)
- 保険医療機関
- 労災保険指定病院
- 結核指定病院
- 原子爆弾被害者医療指定病院
- 原子爆弾被害者一般疾病医療取扱病院
- 臨床研修病院
- 生活保護法指定病院(中国残留邦人等の円滑な帰国の促進並びに永住帰国した中国残留邦人等及び特定配偶者の自立の支援に関する法律(平成6年法律第30号)に基づく指定医療機関を含む。)
- 公害医療機関
- 指定自立支援病院(更生医療)
- 指定自立支援病院(育成医療)
- 指定自立支援医療機関(精神通院医療)
- 精神保健指定医の配置されている医療機関
- 母体保護法指定医の配置されている医療機関
- 指定小児慢性特定疾病医療機関
- 身体障害者福祉法指定医の配置されている医療機関
- がん診療連携拠点病院等
- 特定疾患治療研究事業委託医療機関
- DPC対象病院
- 地域歯科診療支援病院

## 外国語対応
(この節の出典)
- 英語：日常会話程度の会話力ではあるが対応が可能

- 朝鮮語・韓国語：会話に支障がない程度の精度が担保された通訳機器を使用し、対応が可能

- 中国語：言葉に不自由することがなく対応が可能

- イタリア語：日常会話程度の会話力ではあるが対応が可能

- スペイン語：会話に支障がない程度の精度が担保された通訳機器を使用し、対応が可能

- ポルトガル語：会話に支障がない程度の精度が担保された通訳機器を使用し、対応が可能

- ベトナム語：会話に支障がない程度の精度が担保された通訳機器を使用し、対応が可能

## 院内設備
- 病児保育室
- コンビニエンスストア(ローソン八尾徳洲会総合病院店)(1階西入口近く)
- スカイレストランエイティル(9階東側)

## 交通アクセス
- 近鉄大阪線近鉄八尾駅から徒歩約10分。
- 近鉄八尾駅と久宝寺駅から病院送迎バスあり。